# Lostroff

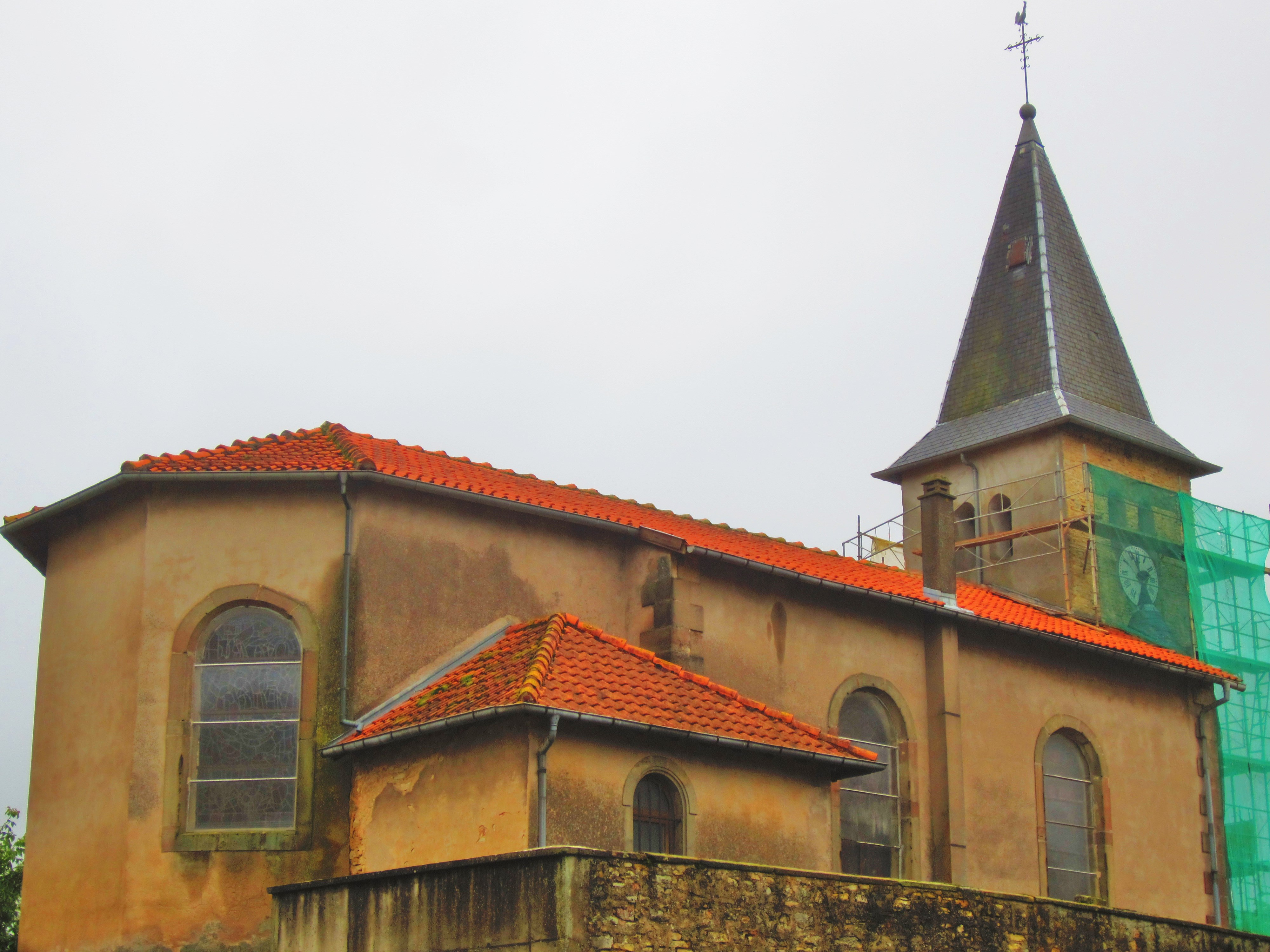
Kirche St. Nicolas

Lostroff (deutsch Losdorf) ist eine französische Gemeinde mit 71 Einwohnern (Stand 1. Januar 2022) im Département Moselle in der Region Grand Est (bis 2015 Lothringen). Sie gehört zum Arrondissement Sarrebourg-Château-Salins.

## Geographie
Lostroff liegt in Lothringen, 58 Kilometer südöstlich von Metz, 27 Kilometer nordöstlich von Château-Salins und acht Kilometer südlich von Albestroff (Albesdorf) auf einer Höhe zwischen 222 und 285 m über dem Meeresspiegel. Das Gemeindegebiet umfasst 5 km².

## Geschichte
Die Ortschaft gehörte früher zum Herzogtum Lothringen. Das Dorf litt sehr unter den Kriegen des 17. Jahrhunderts und hatte 1650 nur noch einen Einwohner. Die örtliche Gerichtsbarkeit lag in den Händen des Herzogs von Croix und d’Havré.
Durch den Frankfurter Frieden vom 10. Mai 1871 kam die Region an das deutsche Reichsland Elsaß-Lothringen, und das Dorf wurde dem Kreis Château-Salins im Bezirk Lothringen zugeordnet. Die Dorfbewohner betrieben Getreide-, Gemüse-, Obst- und Weinbau. Trotz des deutschen Ortsnamens sprach die Bevölkerung von Losdorf Ende des 19. Jahrhunderts nur Französisch, respektive Lothringer Patois.
Nach dem Ersten Weltkrieg musste die Region aufgrund der Bestimmungen des Versailler Vertrags 1919 an Frankreich abgetreten werden. Im Zweiten Weltkrieg war die Region von der deutschen Wehrmacht besetzt.

### Bevölkerungsentwicklung
| Jahr      | 1962 | 1968 | 1975 | 1982 | 1990 | 1999 | 2007 | 2019 |
| Einwohner | 81   | 75   | 77   | 72   | 76   | 83   | 77   | 68   |

## Wappen
Die Farben Blau-Silber-Blau symbolisieren die Herren von Finstingen, die im Mittelalter hier begütert waren. Die goldenen Kugeln stehen für den Heiligen Nikolaus, den Schutzpatron der Gemeinde.